# Капитан-Андреево
Капитан-Андреево (болг. Капитан Андреево) — село в Болгарии. Находится в Хасковской области, входит в общину Свиленград. Население составляет 1 021 человек. Названо в 1934 году в честь болгарского офицера Николы Андреева, погибшего в Первой Балканской войне в 1912 году.

Капитан Андреев

Население (2007) — 1077 жителей. Капитан Андреево находится в непосредственной близости от стыка границ Болгарии, Греции и Турции, поэтому здесь был построен крупный пропускной пункт в Турцию и дислоцирована часть пограничных войск Болгарии.

## Политическая ситуация
В местном кметстве Капитан-Андреево, в состав которого входит Капитан-Андреево, должность кмета (старосты) исполняет Веселина Латунова Иванова (Граждане за европейское развитие Болгарии (ГЕРБ)) по результатам выборов 2011 года, прежде кметом был Димитр Николов Шидеров (независимый) по результатам выборов правления кметства в 2007 году и 2003 году.

## Палеогенетиков
У образцов со стоянки Капитан-Андреево (1100—500 лет до н. э.) определены Y-хромосомные гаплогруппы E1b-M78, E1b-L618, E1b1b1a1b1a-V13 (ISOGG2018) и R1a-Z93.